# عاطف المولد
عاطف المولد لاعب كرة قدم سعودي .
مثل نادي الوحدة في الفئات السنية و انتقل إلى نادي جدة عام 2016 .